# Липівська волость
Липівська волость — адміністративно-територіальна одиниця Чигиринського повіту Київської губернії з центром у селі Липове.
Станом на 1886 рік складалася з 8 поселень, 8 сільських громад. Населення — 3273 особи (1593 чоловічої статі та 1680 — жіночої), 595 дворових господарства.
Наприкінці 1880-х років увійшла разом із Чаплинською волостю до складу новоутвореної Подорожненської волості.
|                     | Площа, десятин | У тому числі орної, десятин |
| ------------------- | -------------- | --------------------------- |
| Сільських громад    | 2228           | 1889                        |
| Приватної власності | 6345           | 5172                        |
| Іншої власності     | 148            | 127                         |
| Загалом             | 8721           | 7188                        |

Поселення волості:
- Липове — колишнє державне село при Дніпрі за 35 верст від повітового міста, 1400 осіб, 278 дворів, православна церква, школа, постоялий будинок, вітряний млин.
- Веселий Кут — колишнє власницьке село при струмку Чаптурки,  411 осіб, 89 дворів, православна церква, школа, постоялий будинок, ярмарок недільний.
- Андрусівка — колишнє державне село при річці Тясмин, 573 особи, 101 двір, постоялий будинок.
- Вітрівка — колишнє державне село при річці Тясмин, 823 особи, 147 дворів.
- Калаборок — колишнє державне село  при річці Тясмин, 1019 осіб, 169 дворів, православна церква, школа, постоялий будинок.
- Крилів — колишнє державне містечко  при річці Тясмин і Дніпрі, 1253 особи, 213 дворів, православна церква, сінагога, школа, 3 постоялих будинків.